# Bewobau-Siedlung Quickborn

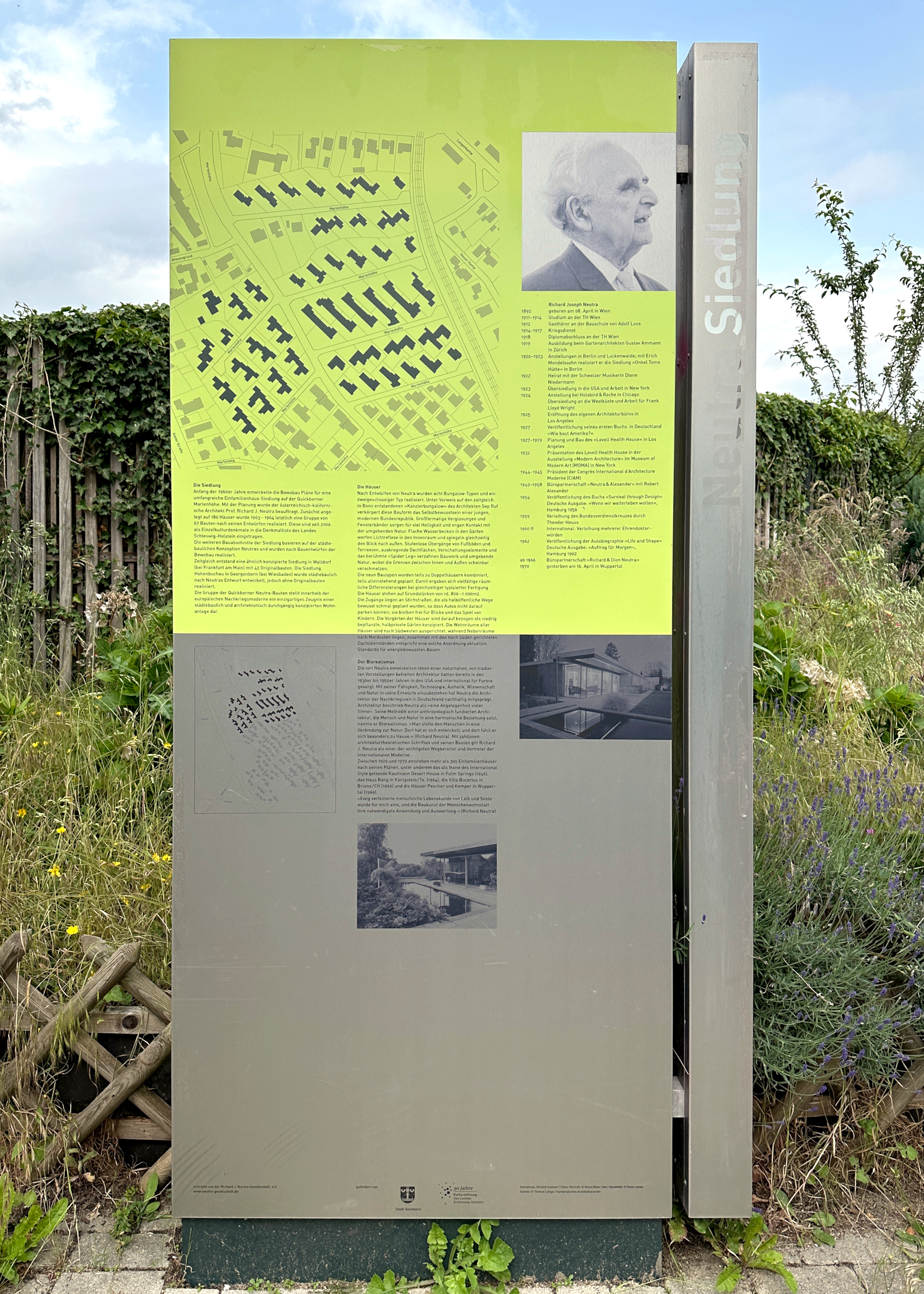
Stele mit Lageplan in der Siedlung

Die Bewobau-Siedlung Quickborn ist eine Eigenheimsiedlung in der Quickborner Marienhöhe, die 1962–1963 nach Entwürfen von Richard Neutra errichtet wurde. Die Siedlung besteht aus 67 ein- bzw. zweigeschossigen Einzel- und Doppelhäusern, die in neun Typenbauten ausgeführt sind. Kennzeichnend für die Häuser sind typische Merkmale des Neutra-Stils wie große Glasflächen, fließende Übergänge zwischen Innen- und Außenräumen, „reflecting ponds“, überkragende Flachdächer und asymmetrische Grundrisse. Die Bauten stehen seit 2006 unter Denkmalschutz. Eine ähnliche Siedlung nach Neutra-Entwürfen errichtete die Bewobau, eine Tochtergesellschaft der Neuen Heimat, zeitgleich in Mörfelden-Walldorf.

## Bau- und Nutzungsgeschichte
Die Siedlung liegt auf einer rechteckigen Fläche im Süden Quickborns. Die schmale Seite der Siedlung ist ungefähr 360 m breit und wird im Süden durch die Heidkampstraße und im Norden durch den Harksheider Weg begrenzt. Die breite Seite der Siedlung ist ungefähr 600 m lang und grenzt im Westen an die Kieler Straße (B4) und im Osten an die Bahnstrecke Hamburg-Altona–Neumünster, die heute von der AKN betrieben wird. Unweit liegt das Areal der Fertighaus 63, das auch als Stern-Siedlung bezeichnet wird.
Die Hamburger Betreuungs- und Wohnungsbaugesellschaft mbH (Bewobau) hatte Richard Neutra durch eine Verkaufsausstellung von Einfamilienhäusern kennengelernt und beauftragte ihn mit dem Entwurf von zwei Siedlungen – in Quickborn und in Walldorf. Die Einfamilienhäuser sollten einem modernen Architekturstil entsprechen, und bei geringem Platzverbrauch dennoch großzügig wirken. Alle entworfenen Typenbauten haben Flachdächer. Die Wohnflächen betragen 97 bis 160 m² auf Grundstücken von 530 bis 1.380 m². Die Außen- und Gartenanlagen wurden vom Hamburger Landschaftsarchitekten Gustav Lüttge entworfen, der durch die Gestaltung des Alsterparks zur IGA 1953 bekannt geworden war.

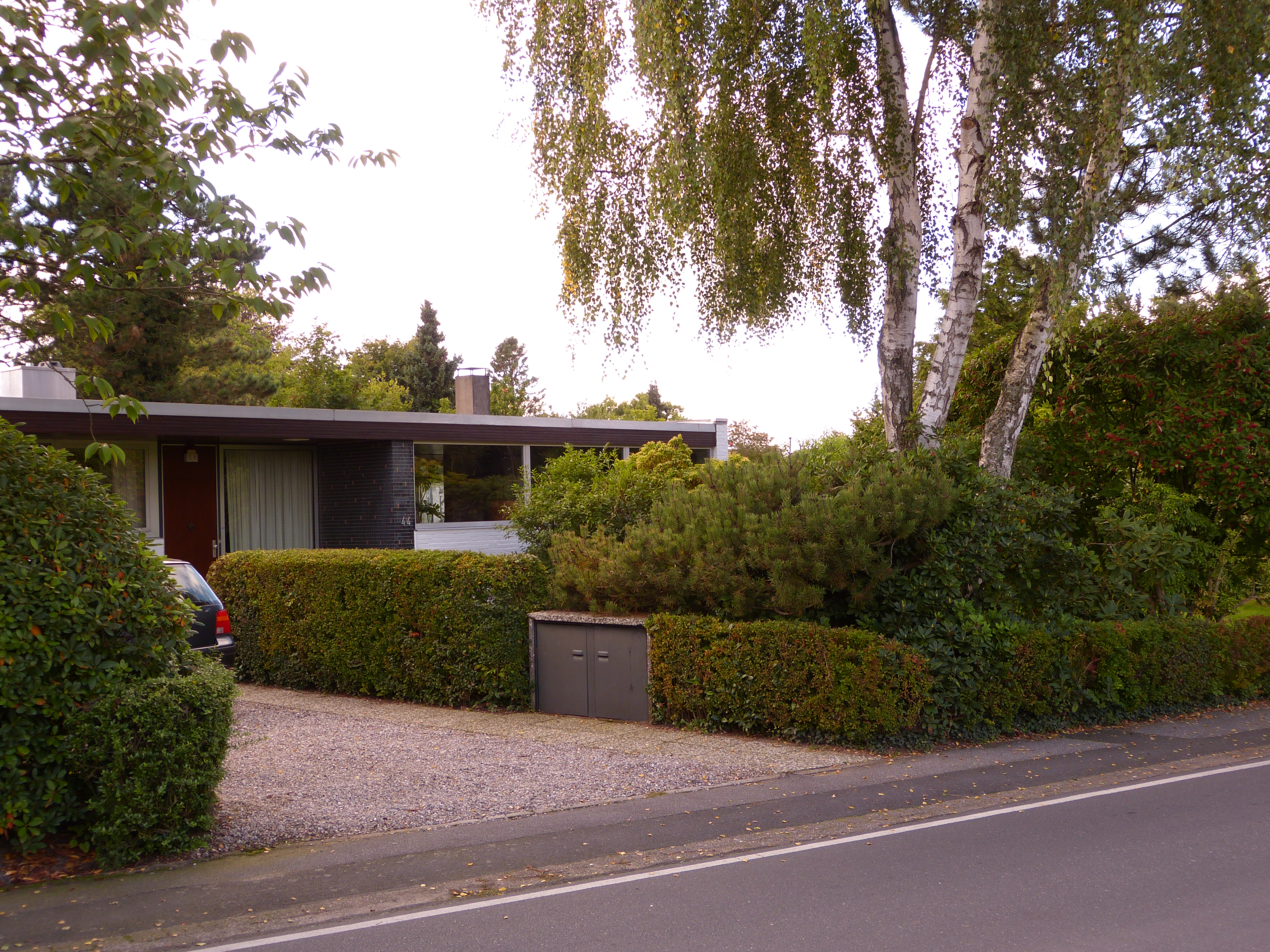
Marienhöhe 44

Ursprünglich wollte die Bewobau 190 Wohneinheiten errichten lassen. Durch Details wie Stahlrahmenfenster, Deckenvertäfelungen aus Douglasie und aus den USA importierte Chrysler-Airtemp-Warmluftheizungen erhöhten sich die Baukosten, was den Neukaufpreis auf für damalige Verhältnisse hohe 162.000 bis 249.000 D-Mark steigen ließ. Im Mai 1964 waren die ersten Häuser bezugsfertig. Wegen der hohen Preise gab es Schwierigkeiten mit der Vermarktung, damit stand die Bewobau aber nicht allein: auch andere auf Vorrat gebaute Eigenheimprojekte im Hamburger Umland standen leer, so in Hamburg-Poppenbüttel und in Reinbek. Um den Verkauf der Häuser zu befördern, offerierte die Bewobau 1965 als Dreingabe zum Hauskauf ein kostenloses Auto von Volkswagen. Dies war jedoch für einen Erfolg des Projektes nicht ausreichend, so dass die Wohnungsbaugesellschaft nur 67 anstatt der geplanten 190 Wohneinheiten fertigstellen ließ. Das übrige Baugelände wurde mit konventionellen Einfamilienhäusern bebaut.
In einem Sachverständigen-Gutachten wurden 1970 bauliche Mängel und Verstöße gegen verschiedene DIN-Vorschriften festgestellt. Insbesondere bröckelten nicht witterungsbeständige Steine der Außenmauer ab. Auch Durchfeuchtungserscheinungen und Verfugungsmängel wurden beanstandet.
2006 wurden die Bauten unter Denkmalschutz gestellt. In der Ausstellung Richard Neutra in Europa – Bauten und Projekte 1960–1970 wurden die beiden Bewobau-Projekte näher vorgestellt. Die Ausstellung wurde 2010 im Marta Herford und im Schweizerischen Architekturmuseum in Basel gezeigt, 2011 dann im Deutschen Architekturmuseum in Frankfurt am Main.